# 地縛少年花子くん
『地縛少年花子くん』（じばくしょうねんはなこくん）は、あいだいろによる日本の漫画作品。『月刊Gファンタジー』（スクウェア・エニックス）にて、2015年1月号より連載中。2024年2月時点でシリーズ累計部数は1000万部を突破している。主人公を始めとする個性的な人間と怪異の関係を描いた怪異譚。
本作の日常を描いたスピンオフ『放課後少年花子くん』が『pixivコミック』内の「Pファンタピー」にて、2018年2月22日から連載中。
本編・スピンオフ共にテレビアニメ化されている。詳細は#テレビアニメの節を参照。

## 登場人物
声の項はテレビアニメ版の声優。演の項は舞台版の俳優。

### 主要人物
花子くん（柚木 普）（）
声 - 緒方恵美 / 演 - 小西詠斗
本作の主人公。かもめ学園旧校舎の3階女子トイレ3番目にいる、七不思議の七番目「トイレの花子さん」の正体である少年。八尋寧々の人魚の呪いを抑える代わりに助手として雇い、毎日こき使っている。杖代は白杖代（はくじょうだい）。
黒髪に金色の目。黒い学ランに学生帽という昔の服装をしている。左頬に「封」と書かれた札が貼ってある。
彼の噂は「此岸（この世）の人間の大切なものを代償に、その人物の願いを叶える」というもの。学園七不思議のリーダーであり、人と怪異の関係を正しく保つのが仕事。武器は包丁。怪異と戦う時は、非常に強い力を発揮する。
性格は明るく無邪気で社交的だが、飄々（ひょうひょう）としていてつかみどころがない。人をからかうのが好きで、たまに嗜虐的な表情をする。寧々曰く、「ヘンに思わせぶりなこと言うし、すぐセクハラするし、無神経。予想外の理由で急に態度が変わったりする」らしい。ドーナツ(手作り)が好物。
昨今怪異の噂が乱れていることについて、原因を追究している。
生前、未来を変えた唯一の人間だったと土籠から語られていた。
生前の名前は柚木普（詳細は下部記載）
八尋 寧々（）
声 - 鬼頭明里 / 演 - 髙石あかり
本作のヒロイン。かもめ学園高等部一年A組。園芸部に所属している。本作の語り部。
憧れの人である輝と両想いになるために、怪異である花子くんを呼び出す。花子くんと共に奮闘するも、人魚の鱗という呪いの縁結びを見つけてしまい、花子くんの制止を振り切って使おうとする。しかし先輩に好きな人がいる事、そして自分の本当の願いを悟り、結局は中止する。その結果、呪いを一身に受け、魚になってしまう。
その後「人間に戻ること」を願いとし、花子くんと縁を結んだことで元の姿に戻る。もう一枚の人魚の鱗を花子くんが飲んだ事により、呪いを分散させているが完全には消しきれず、濡れた箇所が鱗に変化する体質になった。全身が濡れると魚になる。最初会った時は花子くんに触れることは出来なかったが、縁を結んだことで触れ合えるようになった。
夢見がちだが、優しい性格。イケメンに弱く、ロマンチックな恋愛に憧れている。当初は「花子さん」と呼んでいたが、花子くんが学生生活や友達関係を懐かしむ様子を見て、友達として接することに決め、「花子くん」と呼ぶようになる。得意なことは土いじり。コンプレックスは周りから大根と呼ばれる脚。
土籠から「カンナギの娘」と呼ばれた事がある。
余命があと一年もない。桜曰く七不思議全ての依代を全て破壊したときに寿命が尽きるという。
前髪は眉うえで短く切り揃えられており、腰下まである大きく先がうねった白髪で、毛先はエメラルドグリーンとなっている。勾玉に似た形の髪飾りをつけているのが特徴。大根足がコンプレックスで黒タイツを着用している。ドクロのブローチもつけている。タレ目。
源 光（）
声 - 千葉翔也 / 演 - 谷水力
本作の主要人物の1人。かもめ学園中等部三年生の男子生徒。
昔、日本3大妖怪の一角である酒呑童子を退治した祓い屋「源頼光」の子孫で、怪異を視ることができる。兄のような祓い屋になることが目標。
武器は「雷霆杖」。持ち主の霊力を雷として放出する仕組みで、下部が三又になっている杖。しかし、花子くんとの対戦後「使いこなせていない」と言われて封印されてしまう。
情に厚く、熱血的な性格。非常に素直。源家の家事を全て担当しており、料理が上手。
寧々に対して好意的であり、「先輩」と呼んで慕っている。当初は花子くんを敵視していたが、何度か共闘していくうちに信用し始め、仲良くなっていき、彼とは寧々を挟んだ良きライバルになった。好みのタイプは笑顔が可愛い人。
髪色は金髪で目つきが鋭く瞳が細い。また、｢交通」と書かれたピアスを片耳（右耳）につけている。ミツバ（詳細は下部記載）から、"自称祓い屋（笑）のクソダサ交通ピアス君"と言われていた。
源 輝（）
声 - 内田雄馬
高等部の二年生で、生徒会長を務めている。光の兄であり、優秀な祓い屋。爽やかな容姿の美男子で、男女問わず人気がある。
基本的には穏やかで公正な性格。しかし怪異、特に七不思議には強い嫌悪感を抱いていて、見つけると容赦なく祓おう（消そう）としてくる。
武器は、持ち主の霊力を雷として放出する刀「霊刀」。
髪色は金髪。タレ目がちな目。左腕に生徒会長の証がついている。右手首には、怪異捕縛用の数珠を付けている。
三葉 惣助（）
声 - 小林大紀 / 演 - 三原大樹
昇降口で悪さをしていた幽霊。
中性的な顔立ちで、光からは女顔などと言われていた。右目が前髪で隠れている。生意気な性格で、写真を撮ることが趣味。写真には拘りがあるようで、自分の好きなものか、価値のあるものしか撮らない主義。
事故で亡くなった後「昇降口に現れる幽霊」として生徒達の間で噂になっていた（この噂については、彼が自分の友達だと思っていた人に声を掛けていたのだと、彼自身が光に話していた）ところ、光に捕まった。「写真を撮るのが未練」と光に言うと、「未練を晴らすのを手伝う」と言われて、次第に仲が良くなる。しかし、つかさ達によって"首の折れた幽霊"として怪異に変えられてしまい、襲い掛かるようになってしまった。
最終的には花子くんの手によって消滅するが、つかさが抜き取った彼の魂の一部を低級霊の寄せ集めで作った霊体に入れたことによって現世にとどまる。その後、七不思議三番「カガミジゴク」の力を受け継ぐこととなる。だが、｢三葉惣助｣と七不思議三番としての｢ミツバ｣は全くの別物である。
現在はつかさ達のもとにいる。記憶を失くしており、光のことは覚えていない。

### 放送室メンバー
七峰 桜（）
声 - 安済知佳 / 演 - 関根優那
かもめ学園高等部三年。つかさの助手として、放送室で怪異の噂を流す。つかさには逆らえない。落ち着いた性格で、ゆっくりとした口調でしゃべる。夏彦のことを空気と呼んでいる
100年以上願い続けていることを叶えるためにつかさと縁を結んだ。
緑色のショートボブの横髪だけ長い髪型と、伏せがちな目が特徴の美少女。足が細い。
日向 夏彦（）
声 - 水島大宙 / 演 - 黒田昊夢
かもめ学園高等部二年B組。趣味は釣りとカラオケ、ナンパなど。彼女はいつでも募集中。会った女の子とはすぐ連絡先を交換する、ナルシストで軽薄な男。桜とつかさといつも一緒にいる。また、桜には空気と呼ばれて、邪魔者扱いされている。
殺しても殺しても死なない人間で、彼の身体に流れる血は怪異にとって猛毒でふれると怪異は自壊してしまう。
髪色はオレンジに近い色。ピアスをしていて筋肉質。首にはネックレスをつけている。
柚木　司（ゆぎ　つかさ）
声 - 緒方恵美 / 演 - 設楽銀河
過去に花子くん（普）によって殺された、花子くんの双子の弟。花子くんと同じく、幽霊となっている。杖代は黒杖代（こくじょうだい）。桜と夏彦といつも一緒にいて、噂を流して怪異達を狂わせている。花子くんのことを「普（あまね）」と呼ぶ。
無邪気で好奇心旺盛な性格。花子くんが大好き。
彼岸（あの世）の人間の願いを叶えることが出来るが、何か1つ代償をもらう。願いを叶えるためならば手段を選ばない。
双子なので一見瓜二つだが、封の印が花子くんと逆側の右頬に貼ってあり、黒地に赤い文字のものになってる。他にも八重歯があり瞳が小さいのが特徴。着物の下に立て襟のシャツ、袴という和洋折衷な服装。

### クラスメイト
赤根 葵（）
声 - 佐藤未奈子 / 演 - 朝倉ふゆな
かもめ学園高等部一年A組。寧々の親友。噂好きで、寧々に様々な七不思議の噂を教える。
おしとやかな性格の美少女。男子に人気があるかもめ学園きってのモテクイーンであり、毎日のように告白されている。教室の花の世話をしている。見た目だけでなく頭もよく、期末試験では生徒会長である源をも凌ぐ高得点を叩き出したことがある。幼馴染の茜（後述）にずっと想いを寄せられており3624回告白されているが、結婚したら蒼井葵という名前になってしまうため一度もOKを出していない。アニメでは母親（声 - 川上彩）が登場。
髪型は二つ結びで下部が円状になっている。色は青紫。
家系が代々村に生贄を出していたため、七不思議六番に巫として彼岸近くに堕とされた。現世に戻ってからは怪異が見えるようになる。
蒼井 茜（）
声 - 土岐隼一
かもめ学園高等部一年A組。葵の幼馴染。普段は真面目で大人しく、誰にでも分け隔てなくてクラスのみんなからも頼りにされている。副生徒会長。しかし、小さいころから葵のことがずっと好きで、彼女のことになると少しネジが緩む。葵に認められるよう日々努力をしている。幼馴染の言動によって自ら作り替えては告白して振られ、告白しては振られ、通算0勝3624敗。また、嫉妬深く、葵に好きな人ができた場合や、葵に告白すると釘バットで殺そうとする。
髪色は茶髪、四角いメガネをしている。目は大きく、左腕には生徒会の証、左手首には腕時計を付けている。また、制服にベストを着用している。
初等部を卒業するまでは七不思議一番、現在を司る時計守となっているが、止められる時間は五分程度で一日三回まで。学園の中でしか使えない。花子くんのことを「七番様」と呼び、少し嫌っている。
山吹 檸檬（）
声 - 大河元気
かもめ学園高等部一年。茜の親友。
髪の色は黄色。頭に黒いバンダナのようなものをつけている。クールな性格。最近はスマホ依存症になりかけている。
佐藤　蓬（）
声 - 上西哲平
かもめ学園中等部三年。光の友達。甘いものが好き。
髪色は黒色で前髪が特徴的。眉毛が薄い。
横尾　瞬（）
声 - 鵜澤正太郎
かもめ学園中等部三年。光の友達。髪色は薄茶色に近い色。スポーツが好き。
藤くん
声 - 子安光樹
主に0巻に出てくる。生徒会メンバー。

### 七不思議
未来（）
声 - 釘宮理恵
七不思議一番「三人の時計守」のうちの1人で、未来を司る時計守。名前が無いらしいので茜は「ミライ」と呼んでいる。触っているものの時間を進めることができる力を持っている。まだ子供で自由にさせてしまうと大惨事になってしまうので、何にも触られないように手袋させてカコ（後述）が境界に繋いだが、校内に脱走してしまう。
非常に小さく子供のような体をしていて、髪の毛は二つ結び。二つ結びの先には鍵のようなものが付いている。服はドレスのように、白色のフリルのワンピースと青い上着を着用。時計をいつも首にかけていて、頭には王冠のようなものを付けている。糸目。
過去（）
声 - 大塚芳忠
七不思議一番「三人の時計守」のうちの1人で、過去を司る時計守。名前が無いらしいので茜は「カコ」と呼んでいる。時間を戻す力を持っていて、時計守のリーダー的存在。
ミライとは違い、非常に年老いた怪異。髭が長く背も高い。フード被っているため、髪の毛は見えない。杖を所持しており、それで時を動かす。
蒼井 茜（）
声 - 土岐隼一
七不思議一番「三人の時計守」のうちの1人。1日3回まで時間を停止させる能力を持っており、5分間だけ時間を止めることができる。何も起きなかった日は一気に使い十五分間ずっと葵を見ている。本人曰く怪異は大嫌いらしい。
時計守になった時は、普段とは異なる姿をしている。髪色はそのままだが、髪の毛が長くなり後ろで留めている。顔には鳥のような仮面をつけていて、目つきが鋭くなる。また、白いスーツのような服になり、手袋をしている。
怪異が嫌いで花子くんにも強気。
ヤコ
声 - ゆかな / 演 - 佐倉花怜
七不思議二番目「ミサキ階段」（かもめ学園美術室の前のB階段）。その階段の四段目を踏んでしまうと、死者の世界に引き込まれ、その身を千にも万にも引き裂かれてしまう。そして、黄昏時、その階段には犠牲者の血がどこからともなく滴り落ちる。
ミサキとして話していたが実は「ミサキ」という存在ではなくヤコというキツネ（稲荷像）だった。七不思議の噂を利用して、昔事故で亡くなってしまったミサキ（岬、声 - 松風雅也）という男性を作ろうとしていたのが真相であった。
人型の時は、和服を着た妙齢の美女の姿をしている。髪型は前髪はセンター分けになっていて、左右は編み込みがしてあり、お団子。右耳に狐の耳のようなものが付いており、一つの耳に鈴が三個ずつ付いている。まつげが長く唇が綺麗。
狐の姿になった時は、耳に鈴が三個ずつ付いていて、目は細く赤いメイクがしてある。額には人魂を逆さにしたような模様が付いている。また、いつもしっぽに三つの小さな人魂のようなものと、一つの大きな人魂のようなものがついてきている。よく噛んでくる。動物扱いされるのが嫌い。
カガミジゴク
声 - 真殿光昭
七不思議三番。鏡の向こうの不思議な世界。そこには、迷い込んだ人の心を映し出す鏡がある。非常に心の綺麗な人、勇敢な人なら無事に元の世界へ戻れるが、もしほんの少しでも醜い所や怖いものがあると、鏡はそれを映し出し、世界はたちまち地獄に変わり襲いかかってくる。だが、ある出来事により殺されてしまい、その席番をミツバが受け継ぐことになる。
鳥のような見た目をしていて、右目に傷がついている。マントのようなものを着ていて、指が長い。
シジマメイ
七不思議四番「美術室のシジマさん」。人の希望を反映した絵の世界を作ることができる。1度絵の中に取り込まれたら最後、彼女の言う通りにしない限り、元の世界には永遠に戻れない。
基本的にかもめ学園内にある謎の塔にいる。
髪型は三つ編みで丸メガネを付けている。目は大きく、服装は白いワイシャツの上に茶色いブレザーを着用。また、首には水色のリボンをつけている。スカートは短めで、靴は茶色いローファー。かもめ学園の生徒であり病死した｢四島メイ｣の思いにより生み出された怪異。
土籠（）
声 - 津田健次郎 / 演 - 安里勇哉
七不思議五番「16時の書庫」。かもめ学園の教師で、光（中等部三年）の担任でもある。ひょろっとした容姿で物静かな性格。
正体は、七不思議の五番目「16時の書庫｣の管理人。学園内の人物の過去と未来について書かれた本が集められた「16時の書庫」を管理している。
先生の姿では、髪色は白と紫がかった黒色。白衣を着ていて、その下に紫のタートルネックセーターのようなものを着ている。チェーンのついた小さな丸いメガネをつけていて、靴はスリッパ。
怪異になった時は、蜘蛛のような手がさらに四本生え、計六本になる。そして多くの星が描かれたような模様が目の上に出てくる。性格も変わり、口調が荒くなる。本人曰く「ガキは嫌い」らしいが、面倒見のいい一面もある。未来の改変は可能だが、消されるためやりたくないらしい。
昔は普の担任でもあった。七不思議となってしまった彼の事を、今でも気に病んで心配している。昔のこともあり、何かと花子くんには甘い。
薄暮（）
七不思議六番「シニガミサマ」。生と死を司る七不思議で人間が薄暮の笛の音を聞くと死神に誘われて死んでしまう。死ぬはずの生き物を生かすことができる。
此岸と彼岸の境が曖昧になる盂蘭盆の時期にしか現れない。
情が無く、無欲無我。源家の先祖・源頼光曰く欠陥品らしい。
トイレの花子さん
七不思議の七番。七不思議全てのリーダー的な存在で、他の七不思議達からは「七番様」と呼ばれる。正体は上述の通り、花子くん。
「此岸の人間の大切なものを代償に、その人物の願いを叶える」と言われている。しかし、当人曰く自分は初心者であり、「呼び出す人も呼び出せる人も少ない」ので経験不足らしい。その理由はのちに明かされる。

### 他
人魚
声 - 三石琴乃
巨大な人面魚の姿をしている。寧々を迎えに現れるが、花子くんに撃退される。
「同じ人魚から取れた鱗を飲んだ者同士は、恐ろしい呪いを受ける代わりに非常に強力な縁で結ばれる」と言われている。しかしその実態は、呪いを受けたものは魚の姿になり、人魚の眷属にさせられるというものだった。もう一人が飲むことにより縁が結ばれ、呪いは分散されるが、完全にはなくならない。面倒見がいい一面もある。
もっけ（物怪）
声 - 吉田有里、森永千才、金澤まい、首藤志奈、集貝はな、田中美海
ピンク色でウサギのような耳を持つ、小動物のような怪異。たくさん存在しており、学園内の各地をうろついている。合体すると巨大な姿になる。アメが大好き。レモン味の飴は苦手らしい。
木魅（）
声 - 置鮎龍太郎
別名「告白の木」。木の怪異で、自分の下で告白した者同士を無理やりカップルに仕立てていた。
「告白」という形さえとっていれば同性でもカップルにされてしまう。
柚木 普（）
声 - 緒方恵美
花子くんの生前の名前。
1970年ごろに、かもめ学園中等部に在籍していた。星が好きで、幼いころの将来の夢は宇宙飛行士になることだった。星が好きなため星に詳しい。中学生のときは友達はおらず、授業もサボっていた。怪我が絶えず、その度に土籠（当時の担任）に手当をしてもらっていた。
4歳のとき目の前に落ちてきた石を月の石と呼び、双子の弟のつかさと一緒に大切にしていた。しかし、ある時なぜか土籠に譲り、死んでしまう。その前に弟を殺してしまったことが判明している。将来は星好きが高じて、かもめ学園に勤める理科の教師になるはずだった。
16時の書庫の本に書かれてある未来の変革は本来不可能だが、唯一未来を変えた人物。
髪色は黒色で左頬（本来は封の札が貼ってある所）が手当てされている。その他、手首や首なども手当されている。
スミレ
七不思議六番の依代の少女。巫として神のもとへ嫁いだ。しかしそれは巫を彼岸の穴に堕とし断絶状態にさせて村へ襲いにこないようにする昔の生贄の儀式だった。嫁げる歳になるまで、薄暮が世話役を務めるように命じられていたが、スミレは薄暮に初めて会った当時幼かった故、世話役ではなく、結婚相手だと思っている。
本名は赤根スミレ。赤根葵の先祖である。
源 てぃあら（）
声 - 久野美咲
源輝、源光の妹。
源ふぇありー
声 - 吉田有里
てぃあらが拾ってきたもっけ。

## 書誌情報
- あいだいろ『地縛少年花子くん』スクウェア・エニックス〈Gファンタジーコミックス〉、既刊25巻（2025年6月26日現在）
  1. 2015年5月22日発売[13]、ISBN 978-4-7575-4662-2
  2. 2015年11月21日発売[14]、ISBN 978-4-7575-4819-0
  3. 2016年5月27日発売[15]、ISBN 978-4-7575-5000-1
  4. 2016年9月27日発売[16]、ISBN 978-4-7575-5112-1
  5. 2017年2月27日発売[17]、ISBN 978-4-7575-5259-3
  6. 2017年7月27日発売[18]、ISBN 978-4-7575-5427-6
  7. 2017年12月27日発売[19]、ISBN 978-4-7575-5572-3
  8. 2018年5月26日発売[20]、ISBN 978-4-7575-5732-1
  9. 2018年10月26日発売[21]、ISBN 978-4-7575-5900-4
  10. 2019年3月27日発売[22]、ISBN 978-4-7575-6078-9
  11. 2019年8月27日発売[23][24]、ISBN 978-4-7575-6147-2 / ISBN 978-4-7575-6148-9（特装版）
  12. 2019年12月27日発売[25][26]、ISBN 978-4-7575-6330-8 / ISBN 978-4-7575-6331-5（特装版）
  13.  2019年12月27日発売[27]、ISBN 978-4-7575-6454-1
  14.  2020年5月27日発売[28]、ISBN 978-4-7575-6661-3
  15. 2020年11月27日発売[29]、ISBN 978-4-7575-6965-2
  16. 2021年4月27日発売[30][31]、ISBN 978-4-7575-7224-9 / ISBN 978-4-7575-7225-6（特装版）
  17. 2021年9月27日発売[32]、ISBN 978-4-7575-7495-3
  18. 2022年2月26日発売[33]、ISBN 978-4-7575-7760-2
  19. 2022年8月26日発売[34]、ISBN 978-4-7575-8096-1
  20. 2023年2月27日発売[35]、ISBN 978-4-7575-8329-0
  21. 2023年8月25日発売[36][37]、ISBN 978-4-7575-8636-9 / ISBN 978-4-7575-8637-6（特装版）
  22. 2024年2月27日発売[38]、ISBN 978-4-7575-9065-6
  23. 2024年7月26日発売[39]、ISBN 978-4-7575-9315-2
  24. 2024年12月27日発売[40]、ISBN 978-4-7575-9589-7
  25. 2025年6月26日発売[41]、ISBN 978-4-7575-9919-2
- あいだいろ 『放課後少年 花子くん』 スクウェア・エニックス〈Gファンタジーコミックス〉、既刊2巻（2024年2月27日現在）
  1. 2019年8月27日初版発行[42]、ISBN 978-4-7575-6262-2
  2. 2024年2月27日発売[43]、ISBN 978-4-7575-9066-3

## テレビアニメ
2020年1月から3月まで『地縛少年花子くん』の第1期がTBSテレビ『アニメリコ』枠ほかにて放送された。
2022年12月には本作のアニメプロジェクトが再始動することが発表された。2023年10月にはプロジェクト第1弾として『放課後少年花子くん』が全4回のショートアニメ（約10分）としてTBSテレビにて放送された。2024年10月には第2弾として『放課後少年花子くん』の続編が全4話で放送された。
第3弾として『地縛少年花子くん』の第2期『地縛少年花子くん2』が発表され、第1クールが2025年1月から3月までTBS系列にて放送された。第2クールは2025年7月より同系列にて放送中。

### スタッフ
|                               | 第1期                                                                  | 放課後                                 | 第2期                                  |
| ----------------------------- | ---------------------------------------------------------------------- | -------------------------------------- | -------------------------------------- |
| 原作                          | あいだいろ                                                             | あいだいろ                             | あいだいろ                             |
| 監督                          | 安藤正臣                                                               | 北村真咲                               | 福井洋平                               |
| 助監督                        | 仁昌寺義人                                                             | N/A                                    | N/A                                    |
| シリーズ構成                  | 中西やすひろ                                                           | 長友一馬                               | 中西やすひろ                           |
| キャラクターデザイン          | 伊藤麻由加                                                             | 伊藤麻由加                             | 伊藤麻由加                             |
| キャラクターデザイン          | N/A                                                                    | 樋上あや                               | N/A                                    |
| プロップデザイン              | 本多弘幸                                                               | 上田彩朔                               | 小山千遥、田澤光太郎                   |
| 怪異デザイン                  | 岩畑剛一                                                               | 岩畑剛一                               | 岩畑剛一                               |
| 2Dデザイン                    | 小島寛之                                                               | ふしちょー                             | 村上瞭、阿部将章                       |
| 色彩設計                      | 多田早希                                                               | 多田早希                               | 多田早希                               |
| 美術監督                      | 栗林大貴                                                               | 劉洋(1・3)、関口静夏(2・4)             | 小倉宏昌                               |
| 美術設定                      | 須江信人                                                               | 須江信人                               | 背景部、坂本竜 合六典代、小倉工房      |
| 美術設定                      | 伊良波理沙                                                             | 草薙、多田周平、滝沢麻菜美             | 背景部、坂本竜 合六典代、小倉工房      |
| 撮影監督                      | 酒井淳子                                                               | 嶋田瑞帆                               | 嶋田瑞帆                               |
| 編集                          | 伊藤利恵                                                               | 鍛冶川一夫                             | 伊藤利恵                               |
| 音響監督                      | 飯田里樹                                                               | 飯田里樹                               | 飯田里樹                               |
| 効果                          | 宅間麻姫                                                               | 宅間麻姫                               | 宅間麻姫                               |
| 録音調整                      | N/A                                                                    | 天野龍洋                               | 天野龍洋                               |
| 音響制作                      | HALF H・P STUDIO                                                       | HALF H・P STUDIO                       | HALF H・P STUDIO                       |
| 音楽                          | 高木洋                                                                 | 高木洋                                 | 高木洋                                 |
| 音楽制作                      | ポニーキャニオン                                                       | ポニーキャニオン                       | ポニーキャニオン                       |
| 音楽制作                      | N/A                                                                    | N/A                                    | グロリア                               |
| 音楽プロデューサー            | 堀切伸二                                                               | N/A                                    | 堀切伸二                               |
| プロデューサー                | 片山悠樹、堀切伸二、新倉俊哉、村松裕基                                 | 片山悠樹、堀切伸二、新倉俊哉、村松裕基 | 片山悠樹、堀切伸二、新倉俊哉、村松裕基 |
| プロデューサー                | 小松翔太                                                               | 臼井久人、外川明宏                     | 臼井久人、外川明宏                     |
| プロデューサー                | N/A                                                                    | N/A                                    | 小松翔太                               |
| アニメーション プロデューサー | 比嘉勇二                                                               | 西村僚                                 | 福田杏樹                               |
| 制作協力                      | ポニーキャニオン スクウェア・エニックス コンテンツシード、スタジオ雲雀 | N/A                                    | N/A                                    |
| アニメーション制作            | Lerche                                                                 | Lerche                                 | Lerche                                 |
| アニメーション制作            | N/A                                                                    | スタジオ雲雀                           | スタジオ雲雀                           |
| 製作                          | 「地縛少年花子くん」 製作委員会、TBS                                   | 「放課後少年花子くん」 製作委員会      | 「地縛少年花子くん2」製作委員会        |

### 主題歌
地縛少年花子くん
「No.7」
生田鷹司・オーイシマサヨシ・ZiNGによるスペシャルバンド「地縛少年バンド」による第1期オープニングテーマ。生田・オーイシが歌唱、ZiNGが編曲を担当しており、作詞・作曲としてANCHOR、コーラスとしてZOCの藍染カレン、戦慄かなの、香椎かてぃが参加している。
「Tiny Light」
鬼頭明里による第1期エンディングテーマ。作詞・作曲・編曲はSaku。
「L'oN」（ライオン）
オーイシマサヨシによる第2期第1クールオープニングテーマ。作詞・作曲はANCHOR、編曲はZiNGとANCHOR。タイトルは「No.7」を逆さまにしたもの。
「With a Wish」
鬼頭明里による第2期第1クールエンディングテーマ。作詞・作曲・編曲はSaku。
「かごめかごめ」
オーイシマサヨシによる第2期第2クールオープニングテーマ。作詞・作曲・編曲は大石昌良。
「mo∞ent」
鬼頭明里による第2期第2クールエンディングテーマ。作詞・作曲・編曲はSaku。

放課後少年花子くん
「来い！濃い恋」
八尋寧々（鬼頭明里）・もっけ（吉田有里、森永千才、金澤まい）によるエンディングテーマ。作詞・作曲・編曲はオノシ（24chocolate）。

### 各話リスト
| 話数               | サブタイトル                                     | 脚本             | 絵コンテ              | 演出                | 作画監督 | 総作画監督          | 初放送日         |                  |                  |                  |                  |                  |                  |                  |                  |                  |                  |                  |                  |                  |                  |                  |                  |                  |
| 地縛少年花子くん   | 地縛少年花子くん                                 | 地縛少年花子くん | 地縛少年花子くん      | 地縛少年花子くん    | 地縛少年花子くん | 地縛少年花子くん    | 地縛少年花子くん | 地縛少年花子くん | 地縛少年花子くん | 地縛少年花子くん | 地縛少年花子くん | 地縛少年花子くん | 地縛少年花子くん | 地縛少年花子くん | 地縛少年花子くん | 地縛少年花子くん | 地縛少年花子くん | 地縛少年花子くん | 地縛少年花子くん | 地縛少年花子くん | 地縛少年花子くん | 地縛少年花子くん | 地縛少年花子くん | 地縛少年花子くん |
| ------------------ | ------------------------------------------------ | ---------------- | --------------------- | ------------------- | --- | ------------------- | ---------------- | ---------------- | ---------------- | ---------------- | ---------------- | ---------------- | ---------------- | ---------------- | ---------------- | ---------------- | ---------------- | ---------------- | ---------------- | ---------------- | ---------------- | ---------------- | ---------------- | ---------------- |
| 第一の怪           | トイレの花子さん                                 | 中西やすひろ     | 安藤正臣              | 仁昌寺義人          | Park Ji-seung 川本由記子 實藤晴香 | 伊藤麻由加          | 2020年 1月10日   |                  |                  |                  |                  |                  |                  |                  |                  |                  |                  |                  |                  |                  |                  |                  |                  |                  |
| 第二の怪           | ようせいさん                                     | 中西やすひろ     | 安藤正臣              | 夕澄慶英！          | 張鵬 王慶明 藤田亜耶乃 Park Ji-seung Zhu Rong huang 木下由美子 二宮奈那子 | 伊藤麻由加          | 1月17日          |                  |                  |                  |                  |                  |                  |                  |                  |                  |                  |                  |                  |                  |                  |                  |                  |                  |
| 第三の怪           | ミサキ階段 其の一                                | 中西やすひろ     | 瀬村俊一郎            | いまむら            | Zhu Rong huang 鈴木春香 服部憲知 張鵬 王慶明 二宮奈那子 | 伊藤麻由加          | 1月24日          |                  |                  |                  |                  |                  |                  |                  |                  |                  |                  |                  |                  |                  |                  |                  |                  |                  |
| 第四の怪           | ミサキ階段 其の二                                | 中西やすひろ     | 柴田裕介              | 谷口工作            | 朱榮雙 Zhu Rong huang 張明軍 Zhang Minjun Park Ji-seung 實藤晴香 川本由記子 鈴木春香 黒澤桂子 幸野浩二 樋口博美 稲田真樹                                                           | 伊藤麻由加          | 1月31日          |                  |                  |                  |                  |                  |                  |                  |                  |                  |                  |                  |                  |                  |                  |                  |                  |                  |
| 第五の怪           | 告白の木                                         | 中西やすひろ     | 斎藤瑞華              | 白石道太            | 小林ゆかり 服部憲知 川口弘明 輪和 櫻井拓郎 葛歓 | 伊藤麻由加          | 2月7日           |                  |                  |                  |                  |                  |                  |                  |                  |                  |                  |                  |                  |                  |                  |                  |                  |                  |
| 第六の怪           | 16時の書庫                                       | 中西やすひろ     | 瀬村俊一郎            | 三橋桜子            | Zhang Minjun Park Ji-seung 朱榮雙 Zhu Rong huang 王慶明 川本由記子 鈴木春香 實藤晴香 三橋桜子 幸野浩二 安形佳己 樋口博美 黒澤桂子                                                  | 伊藤麻由加          | 2月14日          |                  |                  |                  |                  |                  |                  |                  |                  |                  |                  |                  |                  |                  |                  |                  |                  |                  |
| 第七の怪           | ドーナツ                                         | 中西やすひろ     | 安藤正臣              | 布施康之            | ホワンヨンシク ソンジンヨン キムギヨップ キムジョンボム 鈴木春香 川本由記子 | 伊藤麻由加          | 2月21日          |                  |                  |                  |                  |                  |                  |                  |                  |                  |                  |                  |                  |                  |                  |                  |                  |                  |
| 第八の怪           | ミツバ                                           | 中西やすひろ     | 瀬村俊一郎            | 夕澄慶英！          | 川本由記子 實藤晴香 Park Ji-seung 王慶明 藤田亜耶乃 鈴木春香 Zhu Rong huang | 伊藤麻由加          | 2月28日          |                  |                  |                  |                  |                  |                  |                  |                  |                  |                  |                  |                  |                  |                  |                  |                  |                  |
| 第九の怪           | お茶会                                           | 中西やすひろ     | 斎藤瑞華              | 布施康之            | キムジョンボム ホンギョンチョン イムスキョン イヨンミ イソクユン ペクヨンジュ | 伊藤麻由加          | 3月6日           |                  |                  |                  |                  |                  |                  |                  |                  |                  |                  |                  |                  |                  |                  |                  |                  |                  |
| 第十の怪           | カガミジゴク 其の一                              | 中西やすひろ     | 西島克彦 木野目優     | 福井洋平            | Han Seunghuiz An Seok Park Changhwan 小沼克介 廣瀬智仁 鈴木春香 川本由記子 藤田亜那乃 實藤晴香                                                                                     | 伊藤麻由加          | 3月13日          |                  |                  |                  |                  |                  |                  |                  |                  |                  |                  |                  |                  |                  |                  |                  |                  |                  |
| 第11の怪           | カガミジゴク 其の二                              | 中西やすひろ     | 木野目優 斎藤瑞華     | 布施康之            | アンソク ファンヨンソク ソンジンヨン キムギヨップ キムジョンボム | 伊藤麻由加          | 3月20日          |                  |                  |                  |                  |                  |                  |                  |                  |                  |                  |                  |                  |                  |                  |                  |                  |                  |
| 第12の怪           | 人魚姫                                           | 中西やすひろ     | 安藤正臣              | 仁昌寺義人 安藤正臣 | 川本由紀子 Park Ji-seung 吕福扣 鈴木春香 藤田亜耶乃 實藤晴香 小沼克介 廣瀬智仁 Zhu Rong huang Tang Qiang Wu Qi                                                                     | 伊藤麻由加          | 3月27日          |                  |                  |                  |                  |                  |                  |                  |                  |                  |                  |                  |                  |                  |                  |                  |                  |                  |
| 放課後少年花子くん |                                                  |                  |                       |                     | |                     |                  |                  |                  |                  |                  |                  |                  |                  |                  |                  |                  |                  |                  |                  |                  |                  |                  |                  |
| 1日目              | 放課後の花子くんもっけの野望 Mokke be ambitious. | 長友一馬         | 北村真咲              | 北村真咲            | 山田なぎさ 木村拓馬 上田彩朔 | 樋上あや            | 2023年 10月13日  |                  |                  |                  |                  |                  |                  |                  |                  |                  |                  |                  |                  |                  |                  |                  |                  |                  |
| 2日目              | こっくりさんミツバの友達大作戦                   | 木尾寿久         | 伊東優一              | 伊東優一            | 木村拓馬 上田彩朔 古村祐香里 山田なぎさ | 樋上あや            | 10月20日         |                  |                  |                  |                  |                  |                  |                  |                  |                  |                  |                  |                  |                  |                  |                  |                  |                  |
| 3日目              | 怪異風邪もっけが家にやってきた                   | 木尾寿久         | 伊東優一              | 伊東優一            | 木村拓馬 上田彩朔 吉村祐香里 牛ノ濱由惟 | 樋上あや            | 10月27日         |                  |                  |                  |                  |                  |                  |                  |                  |                  |                  |                  |                  |                  |                  |                  |                  |                  |
| 4日目              | トゥルー・オブ・もっけかもめモンスター保育園     | 長友一馬         | 北村真咲              | 北村真咲            | 山田なぎさ 木村拓馬 上田彩朔 古村祐香里 牛ノ濱由惟 | 樋上あや            | 11月3日          |                  |                  |                  |                  |                  |                  |                  |                  |                  |                  |                  |                  |                  |                  |                  |                  |                  |
| 5日目              | 悪夢コンビニ                                     | 長友一馬         | 伊東優一              | 伊東優一            | 木村拓馬 山田なぎさ 上田彩朔 古村祐香里 | 樋上あや            | 2024年 10月8日   |                  |                  |                  |                  |                  |                  |                  |                  |                  |                  |                  |                  |                  |                  |                  |                  |                  |
| 6日目              | 夏の魔物〜地縛少年花子さん〜夏の魔物〜再来〜     | 木尾寿久         | 岩井彩華              | 岩井彩華            | 木村拓馬 上田彩朔 城下萌 古村祐香里 | 樋上あや            | 10月15日         |                  |                  |                  |                  |                  |                  |                  |                  |                  |                  |                  |                  |                  |                  |                  |                  |                  |
| 7日目              | 放課後もっけ放課後の喫茶店                       | 木尾寿久         | 伊東優一              | 伊東優一 北村真咲   | 木村拓馬 古村祐香里 城下萌 上田彩朔 | 樋上あや            | 10月22日         |                  |                  |                  |                  |                  |                  |                  |                  |                  |                  |                  |                  |                  |                  |                  |                  |                  |
| 8日目              | ゴーストホテル                                   | 長友一馬         | 北村真咲              | 北村真咲            | 山田なぎさ 古村祐香里 木村拓馬 城下萌 上田彩朔 | 樋上あや            | 10月29日         |                  |                  |                  |                  |                  |                  |                  |                  |                  |                  |                  |                  |                  |                  |                  |                  |                  |
| 地縛少年花子くん2  |                                                  |                  |                       |                     | |                     |                  |                  |                  |                  |                  |                  |                  |                  |                  |                  |                  |                  |                  |                  |                  |                  |                  |                  |
| 其の一             | トイレの花子くん                                 | 中西やすひろ     | 福井洋平              | 殿水敦子            | 伊藤麻由加 山田勝 木村拓馬 | 伊藤麻由加          | 2025年 1月12日   |                  |                  |                  |                  |                  |                  |                  |                  |                  |                  |                  |                  |                  |                  |                  |                  |                  |
| 其の二             | 三人の時計守                                     | 中西やすひろ     | 金澤洪充              | 東海道愛            | 伊藤麻由加 伊藤哲也 小野木三斉 山田勝 橋森有加 | 伊藤麻由加          | 1月19日          |                  |                  |                  |                  |                  |                  |                  |                  |                  |                  |                  |                  |                  |                  |                  |                  |                  |
| 其の三             | さがしもの                                       | 中西やすひろ     | 金澤洪充              | 横野光代            | 山﨑香 鈴木春香 西田美弥子 | 伊藤麻由加 市川美帆 | 1月26日          |                  |                  |                  |                  |                  |                  |                  |                  |                  |                  |                  |                  |                  |                  |                  |                  |                  |
| 其の四             | 夏灯り                                           | 中西やすひろ     | 福井洋平              | 藤原和々            | 伊藤哲也 小野木三斉 山田勝 橋森有加 | 伊藤麻由加 市川美帆 | 2月2日           |                  |                  |                  |                  |                  |                  |                  |                  |                  |                  |                  |                  |                  |                  |                  |                  |                  |
| 其の五             | もっけ・オブ・ザ・デッド新・三番の憂鬱           | 中西やすひろ     | 野亦則行 福井洋平     | 鈴木吉男 東海道愛   | 伊藤麻由加 伊藤哲也 橋森有加 小野木三斉 木村拓馬 西田美弥子 大野勉 神戸なぎさ 川合正紀 姚佳男 林卓宇 蘇子緯 殷鈞濤 可楽老師 慕兮                                                   | 伊藤麻由加 市川美帆 | 2月9日           |                  |                  |                  |                  |                  |                  |                  |                  |                  |                  |                  |                  |                  |                  |                  |                  |                  |
| 其の六             | エソラゴト                                       | 中西やすひろ     | 福井洋平              | 長澤雄樹            | 伊藤哲也 大野勉 小野木三斉 川本由記子 廣瀬智仁 橋森有加 西田美弥子 | 伊藤麻由加 市川美帆 | 2月16日          |                  |                  |                  |                  |                  |                  |                  |                  |                  |                  |                  |                  |                  |                  |                  |                  |                  |
| 其の七             | ヨマイゴト                                       | 中西やすひろ     | 殿水敦子              | 殿水敦子            | 伊藤哲也 小野木三斉 橋森有加 鈴木春香 川本由記子 沕君琰 沈奕婷 林卓宇 姚佳男 殷鈞濤 ソンケンキン                                                                                   | 伊藤麻由加 市川美帆 | 2月23日          |                  |                  |                  |                  |                  |                  |                  |                  |                  |                  |                  |                  |                  |                  |                  |                  |                  |
| 其の八             | キレイゴト                                       | 中西やすひろ     | 金澤洪充 齋藤ゆうすけ | 真野玲              | 小野木三斉 大野勉 山形孝二 古村祐香里 伊藤哲也 橋森有加 西田美弥子 小紅楽 包佳儀 王之菲 林卓宇 湯君琰 姚佳男 蘇子緯 沈奕婷 殷鈞濤 曾旗莉 周鵬 ソンケンキン 松永一秀                | 伊藤麻由加 市川美帆 | 3月2日           |                  |                  |                  |                  |                  |                  |                  |                  |                  |                  |                  |                  |                  |                  |                  |                  |                  |
| 其の九             | カクシゴト                                       | 中西やすひろ     | 佐藤高成              | 水本葉月            | 伊藤哲也 古村祐香里 大野勉 小野木三斉 山形孝二 川本由記子 橋森有加 小紅楽 周鵬 包佳儀 殷鈞濤 林卓宇 湯君琰 姚佳男 王之菲 沈奕婷 曾旗莉 jeto mono gobble 松永一秀 拾月動画          | 伊藤麻由加 市川美帆 | 3月9日           |                  |                  |                  |                  |                  |                  |                  |                  |                  |                  |                  |                  |                  |                  |                  |                  |                  |
| 其の十             | ネガイゴト                                       | 中西やすひろ     | 佐藤高成 金澤洪充     | 椎名真子 長澤雄樹   | 伊藤哲也 古村祐香里 大野勉 小野木三斉 山形孝二 幸野浩二 橋森有加 西田美弥子 林卓宇 周鵬 殷鈞濤 王之菲 沈奕婷 曾旗莉 拾月動画                                                       | 伊藤麻由加 市川美帆 | 3月16日          |                  |                  |                  |                  |                  |                  |                  |                  |                  |                  |                  |                  |                  |                  |                  |                  |                  |
| 其の十一           | ヒトリゴト                                       | 中西やすひろ     | 佐藤高成 金澤洪充     | 真野玲              | 伊藤哲也 大野勉 小野木三斉 山形孝二 川本由記子 幸野浩二 橋森有加 西田美弥子 jeto 松永一秀 杜明ゼイ 王家梁 林卓宇 周鵬 殷鈞濤 王之菲 沈奕婷 曾旗莉 姚佳男 湯君琰 徐舒沁 拾月動画    | 伊藤麻由加 市川美帆 | 3月23日          |                  |                  |                  |                  |                  |                  |                  |                  |                  |                  |                  |                  |                  |                  |                  |                  |                  |
| 其の十二           | 絵空事                                           | 中西やすひろ     | 福井洋平              | 福井洋平            | 伊藤哲也 大野勉 小野木三斉 山形孝二 川本由記子 幸野浩二 橋森有加 西田美弥子 与商 小四 火傘粉絲 姚佳男 林卓宇 殷鈞濤 蘇子緯 徐舒沁 曾旗莉 沈奕婷 jeto Asroe Basrullah Fish 拾月動画 | 伊藤麻由加 市川美帆 | 3月30日          |                  |                  |                  |                  |                  |                  |                  |                  |                  |                  |                  |                  |                  |                  |                  |                  |                  |
| 其の十三           | 期末試験と宿泊学習                               | 中西やすひろ     | 齋藤徳明              | 一居一平            | 小野木三斉 橋森有加 大野勉 西田美弥子 川本由記子 伊藤哲也 拾月動画 林卓宇 王之菲 iiru 蘇子緯 殷鈞濤 Fish AsREM                                                                     | 伊藤麻由加 市川美帆 | 7月6日           |                  |                  |                  |                  |                  |                  |                  |                  |                  |                  |                  |                  |                  |                  |                  |                  |                  |
| 其の十四           | 此岸と彼岸                                       | 中西やすひろ     | 殿水敦子              | 殿水敦子            | 橋森有加 米本沙織 西田美弥子 川本由記子 与商 小四 火傘 阿寒 王火龍 蘇子緯 王之菲 周鵬 湯君琰 曾旗莉 沈奕婷 拾月動画                                                                | 伊藤麻由加 市川美帆 | 7月13日          |                  |                  |                  |                  |                  |                  |                  |                  |                  |                  |                  |                  |                  |                  |                  |                  |                  |
| 其の十五           | 死神の生贄                                       | 中西やすひろ     | 岩畑剛一              | 水本葉月            | 伊藤哲也 大野勉 西田美弥子 沈奕婷 殷鈞濤 包佳儀 姚佳男 朱徳漁 jeto AsREM 李文婧 崔芝蘭 宁贞嘉 王昱凯 徐闪闪 王璇 拾月動画                                                          | 伊藤麻由加 市川美帆 | 7月20日          |                  |                  |                  |                  |                  |                  |                  |                  |                  |                  |                  |                  |                  |                  |                  |                  |                  |
| 其の十六           | スミレ                                           | 中西やすひろ     | 齋藤徳明              | 真野玲              | 橋森有加 米本沙織 川本由記子 曾旗莉 林卓宇 iiru 蘇子緯 殷鈞濤 周鵬 王家梁 杜明ぜい 拾月動画 RA CRAFT                                                                               | 伊藤麻由加 市川美帆 | 7月27日          |                  |                  |                  |                  |                  |                  |                  |                  |                  |                  |                  |                  |                  |                  |                  |                  |                  |
| 其の十七           | アオイとアカネ                                   | 中西やすひろ     | 金澤洪充              | 山内東生雄          | 伊藤哲也 西田美弥子 大野勉 朱徳漁 王之菲 Fish nn_エヌ jeto カモン AsREM 拾月動画 米川                                                                                              | 伊藤麻由加 市川美帆 | 8月3日           |                  |                  |                  |                  |                  |                  |                  |                  |                  |                  |                  |                  |                  |                  |                  |                  |                  |
| 其の十八           | 断絶                                             | 中西やすひろ     | 佐藤高成              | 鎌田祐輔            | 橋森有加 米本沙織 川本由記子 iiru1190 汤君琰 蘇子緯 殷鈞濤 周鵬 包佳仪 カモン 星 MANEL jeto 拾月動画 米川                                                                          | 伊藤麻由加 市川美帆 | 8月10日          |                  |                  |                  |                  |                  |                  |                  |                  |                  |                  |                  |                  |                  |                  |                  |                  |                  |
| 其の十九           | 遭遇                                             | 中西やすひろ     | 齋藤徳明              | 福井洋平 石田暢     | 伊藤哲也 大野勉 西田美弥子 神戸なぎさ 王之菲 沈奕婷 李文婧 崔芝蘭 宁贞嘉 王昱凯 徐闪闪 王璇 左東秀 張筱北 拾月動画                                                                 | 伊藤麻由加 市川美帆 | 8月17日          |                  |                  |                  |                  |                  |                  |                  |                  |                  |                  |                  |                  |                  |                  |                  |                  |                  |

### 放送局
| 放送期間                | 放送時間                     | 放送局         | 対象地域   | 備考                                 |
| ----------------------- | ---------------------------- | -------------- | ---------- | ------------------------------------ |
| 2020年1月10日 - 3月27日 | 金曜 1:58 - 2:28（木曜深夜） | TBSテレビ      | 関東広域圏 | 製作局 / 字幕放送 / 『アニメリコ』枠 |
| 2020年1月11日 - 3月28日 | 土曜 0:30 - 1:00（金曜深夜） | サンテレビ     | 兵庫県     |                                      |
| 2020年1月12日 - 3月29日 | 日曜 2:30 - 3:00（土曜深夜） | BS-TBS         | 日本全域   | BS/BS4K放送 / 『アニメリコ』枠       |
| 2020年1月16日 - 4月2日  | 木曜 2:35 - 3:05（水曜深夜） | CBCテレビ      | 中京広域圏 | 字幕放送                             |
| 2020年1月20日 - 4月6日  | 月曜 1:30 - 2:00（日曜深夜） | TBSチャンネル1 | 日本全域   | CS放送 / リピート放送あり            |

| 放送期間                | 放送時間           | 放送局                              | 対象地域 | 備考     |
| ----------------------- | ------------------ | ----------------------------------- | -------- | -------- |
| 2025年1月12日 - 3月30日 | 日曜 16:30 - 17:00 | TBSテレビ（製作参加）ほか系列全28局 | 日本国内 | 字幕放送 |

| 放送期間                   | 放送時間           | 放送局                              | 対象地域 | 備考                      |
| -------------------------- | ------------------ | ----------------------------------- | -------- | ------------------------- |
| 2025年7月6日 -             | 日曜 16:30 - 17:00 | TBSテレビ（製作参加）ほか系列全28局 | 日本国内 |                           |
| 2025年7月11日 -            | 金曜 20:30 - 21:00 | AT-X                                | 日本全域 | CS放送 / リピート放送あり |
| 全放送局で字幕放送を実施。 |                    |                                     |          |                           |

| 放送期間                                          | 放送時間                                                  | 放送局    | 対象地域   | 備考                |
| ------------------------------------------------- | --------------------------------------------------------- | --------- | ---------- | ------------------- |
| 2023年10月13日 - 11月3日 2024年10月8日 - 10月29日 | 金曜 1:58 - 2:11（木曜深夜） 火曜 1:35 - 1:48（月曜深夜） | TBSテレビ | 関東広域圏 | 製作参加 / 字幕放送 |

### BD / DVD
| 巻 | 発売日        | 収録話         | 規格品番   | 規格品番   |
| 巻 | 発売日        | 収録話         | BD         | DVD        |
| -- | ------------- | -------------- | ---------- | ---------- |
| 上 | 2020年6月24日 | 第1話 - 第6話  | PCXP-50757 | PCBP-54265 |
| 下 | 2020年7月29日 | 第7話 - 第12話 | PCXP-50758 | PCBP-54266 |

| 巻  | 発売日        | 収録話         | 規格品番   | 規格品番   |
| 巻  | 発売日        | 収録話         | BD         | DVD        |
| --- | ------------- | -------------- | ---------- | ---------- |
| BOX | 2025年6月25日 | 第1話 - 第12話 | PCXP-60133 | PCBP-62398 |

| TBSテレビ アニメリコ 第2部            | TBSテレビ アニメリコ 第2部      | TBSテレビ アニメリコ 第2部                            |
| 前番組                                | 番組名                          | 次番組                                                |
| ------------------------------------- | ------------------------------- | ----------------------------------------------------- |
| 星合の空                              | 地縛少年花子くん                | やはり俺の青春ラブコメは まちがっている。続（再放送） |
| TBS系列 日曜 16:30 - 17:00            |                                 |                                                       |
| 七つの大罪 黙示録の四騎士 （第2期）   | 地縛少年花子くん2 （第1クール） | ウマ娘 シンデレラグレイ （第1クール）                 |
| ウマ娘 シンデレラグレイ （第1クール） | 地縛少年花子くん2 （第2クール） | -                                                     |

| TBSテレビ 金曜 1:58 - 2:11（木曜深夜）                                                                           | TBSテレビ 金曜 1:58 - 2:11（木曜深夜）                  | TBSテレビ 金曜 1:58 - 2:11（木曜深夜） |
| 前番組 | 番組名                                                  | 次番組                                 |
| --- | ------------------------------------------------------- | -------------------------------------- |
| 七つの大罪（再放送） - ※毎日放送製作 - ※本番組のみ30分番組かつ再びアニメ枠、金曜 1:28 - 1:58（木曜深夜）から移動 | 放課後少年花子くん（第1話 - 第4話） - ※17分短縮して継続 | -                                      |

## ゲーム
三国志大戦
セガ・インタラクティブのアーケードゲーム。
2019年11月6日より、本作の花子くんをモデルにした賈充（声 - 天﨑滉平）が登場している。

## 舞台
ミュージカル『地縛少年花子くん-The Musical-』として、2021年1月22日から24日までCOOL JAPAN PARK OSAKA TTホールにて、1月28日から31日まで東京ドームシティ シアターGロッソにて公演。

### スタッフ（舞台）
- 原作 - あいだいろ「地縛少年花子くん」（掲載 月刊「Gファンタジー」スクウェア・エニックス刊）[6] / 「地縛少年花子くん」製作委員会[6]
- 脚本・作詞 - 浅井さやか[6]
- 演出 - 吉谷光太郎[6]
- 制作 - ポリゴンマジック[6]
- 主催 - ミュージカル「地縛少年花子くん」製作委員会[6]